# Арранкасепас
Арранкасепас (ісп. Arrancacepas) — муніципалітет в Іспанії, у складі автономної спільноти Кастилія-Ла-Манча, у провінції Куенка. Населення — 33 особи (2010).
Муніципалітет розташований на відстані близько 120 км на схід від Мадрида, 30 км на північний захід від Куенки.

## Демографія
Динаміка населення (INE ):